# 周恩来任职年表

周恩来肖像

| 周恩来早期参加组织及于中华人民共和国政府与中国共产党组织任职年表 |                                                      |                        |                |          |                |
| 开始任 职年份                                                    | 组织名称                                             | 职务                   | 任职时段       | 任职时段 | 任职时段       |
| 1922年                                                           | 旅欧中国少年共产党中央执行委员会                     | 委员                   | 1922年6月5日   | —        | 1923年2月20日  |
| 1923年                                                           | 中国共产主义青年团旅欧区执行委员会                   | 委员                   | 1923年12月     | —        | 1924年7月15日  |
| 1923年                                                           | 旅欧中国共产主义青年团执行委员会                     | 委员                   | 1923年2月20日  | —        | 1923年12月     |
| 1923年                                                           | 旅欧中国共产主义青年团执行委员会                     | 书记                   | 1923年2月20日  | —        | 1923年12月     |
| 1924年                                                           | 中国共产党广东区执行委员会                           | 宣传部长               | 1924年10月     | —        | 1925年2月      |
| 1924年                                                           | 中国共产党广东区执行委员会                           | 委员                   | 1924年10月     | —        | 1927年4月      |
| 1924年                                                           | 中国共产党广东区执行委员会                           | 委员长                 | 1924年10月     | —        | 1925年1月31日  |
| 1924年                                                           | 中华民国陆军军官学校                                 | 政治部主任             | 1924年11月     | —        | 1925年9月      |
| 1925年                                                           | 中国共产党中央执行委员会广东临时委员会               | 成员                   | 1925年5月8日   | —        | 1925年9月      |
| 1925年                                                           | 中华民国陆军军官学校                                 | 军法处处长             | 1925年3月29日  | —        | 1925年         |
| 1925年                                                           | 国民革命军第一军                                     | 政治部主任             | 1925年9月19日  | —        | 1926年4月      |
| 1925年                                                           | 国民革命军第一师                                     | 党代表                 | 1925年9月28日  | —        | 1925年9月      |
| 1925年                                                           | 中国共产党广东区执行委员会                           | 军事部部长             | 1925年2月      | —        | 1926年12月     |
| 1926年                                                           | 中国共产党中央军事运动委员会                         | 委员                   | 1926年12月     | —        | 1927年11月14日 |
| 1926年                                                           | 国民革命军第一军                                     | 副党代表               | 1926年2月1日   | —        | 1926年4月      |
| 1926年                                                           | 中国共产党中央执行委员会组织部                       | 秘书                   | 1926年12月     | —        | 1927年春       |
| 1927年                                                           | 中国共产党上海区执行委员会                           | 宣传部主任             | 1927年4月27日  | —        | 1927年6月      |
| 1927年                                                           | 中国共产党中央委员会                                 | 委员                   | 1927年5月9日   | —        | 1976年1月8日   |
| 1927年                                                           | 中国共产党特别军事委员会                             | 成员                   | 1927年2月23日  | —        | 1927年3月30日  |
| 1927年                                                           | 中国共产党全国代表大会主席团                         | 委员                   | 1927年4月27日  | —        | 1927年5月9日   |
| 1927年                                                           | 中国共产党中央政治局常务委员会                       | 秘书长                 | 1927年5月10日  | —        | 1927年5月25日  |
| 1927年                                                           | 中国共产党中央政治局常务委员会                       | 委员                   | 1927年5月29日  | —        | 1927年6月24日  |
| 1927年                                                           | 中国共产党中央委员会临时政治局                       | 委员                   | 1927年11月10日 | —        | 1928年7月10日  |
| 1927年                                                           | 中国共产党中央临时政治局常务委员会                   | 委员                   | 1927年11月10日 | —        | 1928年7月10日  |
| 1927年                                                           | 中国共产党中央组织局                                 | 委员                   | 1927年11月14日 | —        | 1928年7月10日  |
| 1927年                                                           | 中国共产党中央组织局                                 | 军事科科长             | 1927年12月     | —        | 1928年7月10日  |
| 1927年                                                           | 中国共产党中央党报委员会                             | 委员                   | 1927年11月14日 | —        | 1928年7月20日  |
| 1927年                                                           | 中国共产党中央政治局                                 | 委员                   | 1927年5月10日  | —        | 1927年8月7日   |
| 1927年                                                           | 中国共产党中央政治局临时常务委员会                   | 委员                   | 1927年7月12日  | —        | 1927年8月7日   |
| 1927年                                                           | 中国共产党中央委员会南方局                           | 委员                   | 1927年8月11日  | —        | 1927年11月11日 |
| 1927年                                                           | 中国共产党中央委员会南方局军事委员会                 | 主任                   | 1927年8月11日  | —        | 1927年11月11日 |
| 1927年                                                           | 中国共产党中央前敌委员会                             | 书记                   | 1927年7月24日  | —        | 1927年10月3日  |
| 1927年                                                           | 中国共产党中央前敌委员会                             | 委员                   | 1927年7月24日  | —        | 1927年10月3日  |
| 1927年                                                           | 中国国民党革命委员会                                 | 委员                   | 1927年8月1日   | —        | 1927年10月3日  |
| 1927年                                                           | 中国国民党革命委员会                                 | 参谋团参谋             | 1927年8月2日   | —        | 1927年10月3日  |
| 1927年                                                           | 中国共产党中央委员会临时政治局                       | 候补委员               | 1927年8月7日   | —        | 1927年11月10日 |
| 1927年                                                           | 中国共产党中央委员会军事部                           | 部长                   | 1927年5月25日  | —        | 1927年11月14日 |
| 1927年                                                           | 中国共产党中央组织局                                 | 代理主任               | 1927年1月12日  | —        | 1928年         |
| 1927年                                                           | 中国共产党中央职工运动委员会                         | 委员                   | 1927年11月29日 | —        | 1928年         |
| 1927年                                                           | 中国共产党特别委员会                                 | 成员                   | 1927年2月23日  | —        | 1927年4月      |
| 1927年                                                           | 中国共产党特务委员会                                 | 成员                   | 1927年4月16日  | —        | 1927年4月      |
| 1928年                                                           | 中国共产党中央党报委员会                             | 委员                   | 1928年10月4日  | —        | 1931年3月      |
| 1928年                                                           | 中国共产党中央政治局常务委员会                       | 秘书长                 | 1928年7月20日  | —        | 1928年11月     |
| 1928年                                                           | 中国共产党中央委员会组织部                           | 部长                   | 1928年7月20日  | —        | 1930年2月12日  |
| 1928年                                                           | 中国共产党全国代表大会主席团                         | 委员                   | 1928年6月16日  | —        | 1928年7月11日  |
| 1928年                                                           | 中国共产党全国代表大会                               | 秘书长                 | 1928年6月16日  | —        | 1928年7月11日  |
| 1928年                                                           | 中国共产党全国代表大会                               | 代表资格审查委员会委员 | 1928年6月16日  | —        | 1928年7月11日  |
| 1928年                                                           | 中国共产党中央委员会政治局                           | 委员                   | 1928年7月19日  | —        | 1931年9月22日  |
| 1928年                                                           | 中国共产党中央政治局常务委员会                       | 委员                   | 1928年7月20日  | —        | 1931年9月22日  |
| 1929年                                                           | 中国共产党中央委员会军事部                           | 部长                   | 1929年8月27日  | —        | 1930年2月12日  |
| 1929年                                                           | 中国共产党中央军事委员会                             | 主任                   | 1929年8月27日  | —        | 1930年2月12日  |
| 1929年                                                           | 中国共产党中央秘密工作委员会                         | 主席                   | 1929年2月6日   | —        | 1930年         |
| 1929年                                                           | 中国共产党中央秘密工作委员会                         | 委员                   | 1929年2月6日   | —        | 1930年         |
| 1929年                                                           | 中国共产党中央军事委员会                             | 委员                   | 1929年1月3日   | —        | 1931年12月     |
| 1930年                                                           | 中国共产党中央军事委员会                             | 常务委员               | 1930年2月12日  | —        | 1931年1月      |
| 1930年                                                           | 中国共产党中央委员会苏维埃区域局                     | 委员                   | 1930年10月3日  | —        | 1934年1月      |
| 1930年                                                           | 中国共产党中央委员会苏维埃区域局                     | 书记                   | 1930年10月17日 | —        | 1934年1月      |
| 1930年                                                           | 中国共产党中央军事委员会                             | 书记                   | 1930年8月      | —        | 1931年3月      |
| 1930年                                                           | 中国共产党中央教育委员会                             | 成员                   | 1930年12月     | —        | 1930年12月     |
| 1930年                                                           | 中国共产党中央组织局                                 | 成员                   | 1930年2月17日  | —        | 1930年3月3日   |
| 1930年                                                           | 中国共产党中央总行动委员会                           | 委员                   | 1930年8月19日  | —        | 1930年9月28日  |
| 1930年                                                           | 中国共产党中央总行动委员会主席团                     | 成员                   | 1930年8月19日  | —        | 1930年9月28日  |
| 1930年                                                           | 中国共产党中央委员会苏维埃区域局革命军事委员会       | 委员                   | 1930年10月17日 | —        | 1930年         |
| 1931年                                                           | 中国共产党中央党报委员会                             | 代理主任               | 1931年2月14日  | —        | 1931年3月      |
| 1931年                                                           | 中华苏维埃共和国中央执行委员会                       | 委员                   | 1931年11月19日 | —        | 1937年8月      |
| 1931年                                                           | 中华苏维埃中央革命军事委员会                         | 委员                   | 1931年1月15日  | —        | 1931年11月25日 |
| 1931年                                                           | 中华苏维埃共和国中央革命军事委员会                   | 委员                   | 1931年11月25日 | —        | 1935年12月     |
| 1932年                                                           | 中华苏维埃共和国中央劳动与战争委员会                 | 主席                   | 1932年7月      | —        | 1932年         |
| 1932年                                                           | 中华苏维埃共和国中央劳动与战争委员会                 | 委员                   | 1932年7月      | —        | 1932年         |
| 1932年                                                           | 中华苏维埃共和国中央革命军事委员会军事最高会议       | 主席                   | 1932年8月8日   | —        | 1934年2月      |
| 1932年                                                           | 中华苏维埃共和国中央革命军事委员会军事最高会议       | 委员                   | 1932年8月8日   | —        | 1934年2月      |
| 1933年                                                           | 中华苏维埃共和国中央革命军事委员会总参谋部           | 作战局代理局长         | 1933年9月      | —        | 1933年10月     |
| 1933年                                                           | 中华苏维埃少年先锋队中央总队部                       | 党代表                 | 1933年         | —        | 1934年5月      |
| 1934年                                                           | 中华苏维埃共和国中央执行委员会主席团                 | 成员                   | 1934年2月3日   | —        | 1937年8月      |
| 1934年                                                           | 中国共产党中央委员会政治局                           | 委员                   | 1934年1月18日  | —        | 1976年1月8日   |
| 1934年                                                           | 中国共产党中央委员会书记处                           | 书记                   | 1934年1月18日  | —        | 1943年3月20日  |
| 1934年                                                           | 中国共产党中央委员会政治局常务委员会                 | 委员                   | 1934年1月18日  | —        | 1945年6月9日   |
| 1934年                                                           | 中华苏维埃共和国中央革命军事委员会                   | 副主席                 | 1934年2月3日   | —        | 1935年12月     |
| 1935年                                                           | 中国共产党中央组织局                                 | 部长                   | 1935年12月     | —        | 1936年4月      |
| 1935年                                                           | 中国工农红军                                         | 总政治委员             | 1935年7月      | —        | 1935年7月18日  |
| 1935年                                                           | 中华苏维埃人民共和国中央革命军事委员会               | 副主席                 | 1935年12月     | —        | 1937年8月25日  |
| 1935年                                                           | 中华苏维埃人民共和国中央革命军事委员会               | 委员                   | 1935年12月     | —        | 1937年8月25日  |
| 1935年                                                           | 中国工农红军第一方面军                               | 司令员                 | 1935年8月8日   | —        | 1935年9月12日  |
| 1935年                                                           | 中国工农红军第一方面军                               | 政治委员               | 1935年8月8日   | —        | 1935年9月12日  |
| 1935年                                                           | 中国共产党中央五人团                                 | 成员                   | 1935年9月12日  | —        | 1935年11月3日  |
| 1935年                                                           | 中华苏维埃西北革命军事委员会                         | 副主席                 | 1935年11月3日  | —        | 1936年12月7日  |
| 1935年                                                           | 中华苏维埃西北革命军事委员会                         | 委员                   | 1935年11月3日  | —        | 1936年12月7日  |
| 1935年                                                           | 中华苏维埃西北革命军事委员会后方办事处               | 主任                   | 1935年11月5日  | —        | 1936年12月     |
| 1935年                                                           | 中国共产党中央东北军工作委员会                       | 书记                   | 1935年12月     | —        | 1936年初       |
| 1936年                                                           | 中华苏维埃人民共和国中央革命军事委员会               | 主席团成员             | 1936年12月7日  | —        | 1937年8月25日  |
| 1936年                                                           | 中国共产党中央东北军工作委员会                       | 委员                   | 1936年5月      | —        | 1936年         |
| 1936年                                                           | 中国共产党中央组织局                                 | 主任                   | 1936年11月3日  | —        | 1936年         |
| 1936年                                                           | 中国共产党中央委员会政治局                           | 中央局书记             | 1936年1月17日  | —        | 1936年1月      |
| 1936年                                                           | 中国共产党中央委员会政治局                           | 中央局委员             | 1936年1月17日  | —        | 1936年1月      |
| 1936年                                                           | 中国共产党中央委员会白军工作部                       | 负责人                 | 1936年7月27日  | —        | 1937年         |
| 1937年                                                           | 中国共产党中央革命军事委员会                         | 委员                   | 1937年8月25日  | —        | 1945年8月23日  |
| 1937年                                                           | 中国共产党中央革命军事委员会                         | 副主席                 | 1937年8月25日  | —        | 1945年8月23日  |
| 1937年                                                           | 中国共产党长江沿岸委员会                             | 书记                   | 1937年8月23日  | —        | 1937年12月14日 |
| 1937年                                                           | 中国共产党长江沿岸委员会                             | 委员                   | 1937年8月23日  | —        | 1937年12月14日 |
| 1937年                                                           | 中国共产党中央委员会代表团                           | 代表                   | 1937年12月14日 | —        | 1938年         |
| 1937年                                                           | 中国共产党中央委员会长江局                           | 委员                   | 1937年12月14日 | —        | 1938年         |
| 1937年                                                           | 中国共产党中央委员会长江局                           | 副书记                 | 1937年12月23日 | —        | 1938年         |
| 1939年                                                           | 中国共产党中央南方局                                 | 书记                   | 1939年1月5日   | —        | 1939年         |
| 1939年                                                           | 中国共产党中央南方局                                 | 委员                   | 1939年1月5日   | —        | 1939年         |
| 1939年                                                           | 中国共产党中央南方局                                 | 常务委员               | 1939年1月13日  | —        | 1939年         |
| 1941年                                                           | 中国共产党中央革命军事委员会                         | 主席团成员             | 1941年1月20日  | —        | 1943年3月      |
| 1944年                                                           | 中国共产党中央城市工作委员会                         | 委员                   | 1944年9月1日   | —        | 1944年         |
| 1945年                                                           | 中国共产党全国代表大会主席团                         | 常务委员               | 1945年4月23日  | —        | 1945年6月11日  |
| 1945年                                                           | 中国共产党全国代表大会主席团                         | 委员                   | 1945年4月23日  | —        | 1945年6月11日  |
| 1945年                                                           | 中国解放区临时救济委员会                             | 委员                   | 1945年7月13日  | —        | 1945年8月25日  |
| 1945年                                                           | 中国解放区人民代表会议筹备委员会                     | 主任委员               | 1945年7月13日  | —        | 1945年9月19日  |
| 1945年                                                           | 中国解放区人民代表会议筹备委员会                     | 常务委员               | 1945年7月13日  | —        | 1945年9月19日  |
| 1945年                                                           | 中国共产党中央委员会书记处                           | 书记                   | 1945年6月19日  | —        | 1956年9月26日  |
| 1945年                                                           | 中国共产党中央军事委员会                             | 副主席                 | 1945年8月23日  | —        | 1949年11月19日 |
| 1945年                                                           | 中国共产党中央军事委员会                             | 委员                   | 1945年8月23日  | —        | 1949年11月19日 |
| 1945年                                                           | 中国解放区人民代表会议筹备委员会                     | 纲领起草委员会主任     | 1945年8月10日  | —        | 1945年8月      |
| 1945年                                                           | 中国共产党中央委员会海外工作委员会                   | 副主任                 | 1945年8月23日  | —        | 1945年8月      |
| 1945年                                                           | 中国解放区救济总会                                   | 委员                   | 1945年8月25日  | —        | 1949年         |
| 1946年                                                           | 中国共产党中央委员会城市工作部                       | 部长                   | 1946年12月16日 | —        | 1948年5月15日  |
| 1947年                                                           | 中国共产党中央纵队                                   | 司令员                 | 1947年7月      | —        | 1948年5月27日  |
| 1947年                                                           | 中国共产党中央纵队                                   | 政治委员               | 1947年7月      | —        | 1948年5月27日  |
| 1947年                                                           | 中国共产党中央军事委员会总参谋部                     | 代理总参谋长           | 1947年8月      | —        | 1949年10月19日 |
| 1949年                                                           | 新政治协商会议筹备会                                 | 代表                   | 1949年6月15日  | —        | 1949年9月21日  |
| 1949年                                                           | 新政治协商会议筹备会常务委员会                       | 副主任                 | 1949年6月16日  | —        | 1949年9月21日  |
| 1949年                                                           | 中苏友好协会筹备委员会                               | 委员                   | 1949年7月16日  | —        | 1949年10月5日  |
| 1949年                                                           | 中苏友好协会筹备委员会                               | 副主任                 | 1949年7月17日  | —        | 1949年10月5日  |
| 1949年                                                           | 中国人民政治协商会议全国委员会                       | 委员                   | 1949年9月30日  | —        | 1976年1月8日   |
| 1949年                                                           | 中国人民政治协商会议全国委员会常务委员会             | 委员                   | 1949年10月9日  | —        | 1976年1月8日   |
| 1949年                                                           | 中国共产党政务院党组                                 | 书记                   | 1949年11月2日  | —        | 1950年1月9日   |
| 1949年                                                           | 中华人民共和国中央人民政府                           | 委员会委员             | 1949年9月30日  | —        | 1954年9月27日  |
| 1949年                                                           | 中央人民政府政务院                                   | 总理                   | 1949年10月1日  | —        | 1954年9月27日  |
| 1949年                                                           | 中央人民政府人民革命军事委员会                       | 副主席                 | 1949年10月19日 | —        | 1954年9月28日  |
| 1949年                                                           | 中华人民共和国中央人民政府外交部                     | 部长                   | 1949年10月1日  | —        | 1954年9月29日  |
| 1949年                                                           | 新政治协商会议筹备会常务委员会                       | 委员                   | 1949年6月16日  | —        | 1949年9月30日  |
| 1949年                                                           | 新政治协商会议筹备会第三小组                         | 组长                   | 1949年6月16日  | —        | 1949年9月30日  |
| 1949年                                                           | 中国人民政治协商会议                                 | 中国共产党代表         | 1949年9月21日  | —        | 1949年9月30日  |
| 1949年                                                           | 中国人民政治协商会议全体会议主席团常务委员会         | 委员                   | 1949年9月21日  | —        | 1949年9月30日  |
| 1949年                                                           | 中国人民政治协商会议全体会议主席团                   | 成员                   | 1949年9月21日  | —        | 1949年9月30日  |
| 1949年                                                           | 中国人民政治协商会议共同纲领草案整理委员会           | 召集人                 | 1949年9月22日  | —        | 1949年9月30日  |
| 1949年                                                           | 中国人民政治协商会议全国委员会                       | 副主席                 | 1949年10月9日  | —        | 1954年12月25日 |
| 1949年                                                           | 中国人民外交学会                                     | 名誉会长               | 1949年12月15日 | —        | 1949年         |
| 1949年                                                           | 中央人民政府外交部                                   | 外交政策委员会主任委员 | 1949年12月16日 | —        | 1949年         |
| 1949年                                                           | 中国共产党新政治协商会议筹备会党组                   | 干事会书记             | 1949年7月10日  | —        | 1949年7月      |
| 1949年                                                           | 中国共产党新政治协商会议筹备会党组                   | 干事会常务委员         | 1949年7月10日  | —        | 1949年7月      |
| 1949年                                                           | 中国共产党新政治协商会议筹备会党组                   | 干事会委员             | 1949年7月10日  | —        | 1949年7月      |
| 1949年                                                           | 中国共产党外交部党组                                 | 书记                   | 1949年11月2日  | —        | 1949年11月     |
| 1949年                                                           | 中国人民政治协商会议全国委员会                       | 代理主席               | 1949年12月6日  | —        | 1950年3月      |
| 1950年                                                           | 中央复员委员会                                       | 主任                   | 1950年7月4日   | —        | 1951年12月7日  |
| 1950年                                                           | 中国共产党政务院党组干事会                           | 书记                   | 1950年1月9日   | —        | 1950年         |
| 1950年                                                           | 中央救灾委员会                                       | 代理主任               | 1950年5月19日  | —        | 1950年         |
| 1951年                                                           | 中央人民政府人民革命军事委员会兵工委员会             | 主任                   | 1951年1月4日   | —        | 1951年         |
| 1951年                                                           | 中央转业建设委员会                                   | 主任                   | 1951年12月7日  | —        | 1951年         |
| 1952年                                                           | 中央防疫委员会                                       | 主任                   | 1952年3月14日  | —        | 1952年         |
| 1953年                                                           | 中华人民共和国选举法起草委员会                       | 主席                   | 1953年1月13日  | —        | 1953年2月11日  |
| 1953年                                                           | 中华人民共和国宪法起草委员会                         | 委员                   | 1953年1月13日  | —        | 1954年9月20日  |
| 1954年                                                           | 中华人民共和国全国人民代表大会                       | 代表                   | 1954年9月15日  | —        | 1976年1月8日   |
| 1954年                                                           | 中华人民共和国国务院                                 | 总理                   | 1954年9月27日  | —        | 1976年1月8日   |
| 1954年                                                           | 中国人民政治协商会议全国委员会                       | 主席                   | 1954年12月25日 | —        | 1976年1月8日   |
| 1954年                                                           | 中华人民共和国外交部                                 | 部长                   | 1954年9月29日  | —        | 1958年2月11日  |
| 1954年                                                           | 中华人民共和国第一届全国人民代表大会第一次会议主席团 | 常务主席               | 1954年9月15日  | —        | 1954年9月28日  |
| 1954年                                                           | 中华人民共和国第一届全国人民代表大会第一次会议主席团 | 成员                   | 1954年9月15日  | —        | 1954年9月28日  |
| 1955年                                                           | 中国出席亚非会议代表团                               | 首席代表               | 1955年4月12日  | —        | 1955年5月13日  |
| 1956年                                                           | 中国共产党中央政治局常务委员会                       | 委员                   | 1956年9月28日  | —        | 1976年1月8日   |
| 1956年                                                           | 中国共产党中央委员会                                 | 副主席                 | 1956年9月28日  | —        | 1966年8月12日  |
| 1956年                                                           | 中国共产党全国代表大会主席团                         | 委员                   | 1956年9月15日  | —        | 1956年9月27日  |
| 1956年                                                           | 中国共产党全国代表大会主席团                         | 常务委员               | 1956年9月15日  | —        | 1956年9月27日  |
| 1973年                                                           | 中国共产党中央委员会                                 | 副主席                 | 1973年8月30日  | —        | 1976年1月8日   |